# Exploitation minière des fonds marins

Exploitation minière des fonds marins.

L'exploitation minière des fonds marins est un sous-domaine de l'exploitation minière qui implique la récupération de minéraux (notamment des nodules polymétalliques) et de gisements à des profondeurs de 200 mètres ou plus au fond de l'océan,. Ces activités sont organisées et controlées par l'autorité internationale des fonds marins, organisme intergouvernemental autonome fondé sous l'égide de l'ONU.

## Controverses
Un article scientifique paru dans le Harvard Environmental Law Review en avril 2018 compare ce type d'exploitation avec les autres types de ruées passées, incluant une absence de prise en compte de l'impact environnemental et social et la marginalisation des peuples indigènes et de leurs droits,.
Le 24 avril 2025, le président des États-unis Donald Trump signe un décret autorisant l'exploitation minière des fonds marins en dehors de la ZEE américaine, contrevenant ainsi aux règles de l'ONU.